# Bietigheim-Bissingen
Bietigheim-Bissingen è una città tedesca nel circondario di Ludwigsburg, Baden-Württemberg (Germania) con 43 755 abitanti (31 dicembre 2022). 

## Geografia fisica
Si trova lungo il fiume Enz e Metter, vicino alla confluenza con l'affluente Neckar, a circa 19 km a nord da Stoccarda, e 20 km a sud di Heilbronn.

## Monumenti e luoghi d'interesse
- Il viadotto ferroviario Bietigheimer Eisenbahnviadukt, punto di riferimento della città, fu costruito dall'ingegnere tedesco Karl von Etzel tra il 1851 ed il 1853 nello stile di un acquedotto romano. Lungo 287 m, è percorso dalla linea della Western Railway Bietigheim-Bruchsal.

- Porta Antica (unica ancora esistente, risalente al XIV secolo)

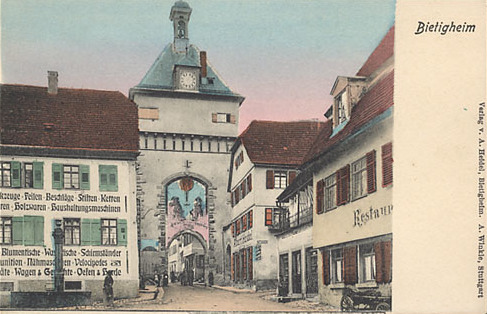
Porta Antica Bietigheim

- Chiesa protestante, costruita nel 1401
- Municipio, costruita nel 1506
- "Hornmoldhaus", costruita nel 1536, oggi museo "Stadtmuseum Hornmoldhaus"
- Castello di Bietigheim, costruito nel 1546 e rinnovato tra il 2000 e il 2002, oggi centro culturale e sede della scuola di musica di Bietigheim-Bissingen

## Infrastrutture e trasporti
La stazione di Bietigheim-Bissingen è un importante nodo della Westbahn (che collega Stoccarda con Karlsruhe e Heidelberg) e della Frankenbahn (verso Heilbronn). La linea 5 della S-Bahn di Stoccarda e la linea 5 della Stadtbahn di Karlsruhe partono entrambe da qui.

## Amministrazione

### Gemellaggi
Bietigheim-Bissingen è gemellata con:
- Kusatsu
- Sucy-en-Brie
- Surrey Heath
- Szekszárd
- Overland Park
- Saltara
- Pontelongo